# Prazeodim
Prazeodím je kemični element, ki ima v periodnem sistemu simbol Pr in atomsko število 59. Prazeodim je mehak kovinski element srebrne barve iz skupine lantanoidov. Nekako bolj je odporen proti koroziji na zraku kot evropij, lantan, cerij ali neodim, vendar razvije zeleno oksidno prevleko, ki na zraku odpada, ter tako izpostavi oksidaciji še več kovine. Zaradi tega je prazeodim treba shranjevati pod lahkim mineralnim oljem ali zapečatenega v plastiko ali steklo.